# 中井りん
中井 りん（なかい りん、1986年10月22日 - ）は、日本の女性総合格闘家。愛媛県松山市出身。東海大学高輪台高等学校卒業、帝京大学中退。修斗道場四国所属。初代VALKYRIE無差別級王者。初代バンタム級クィーン・オブ・パンクラシスト。初代DEEP JEWELSフライ級王者。

## 来歴
2006年10月1日、総合格闘技デビューとなったPANCRASE 2006 BLOW TOURで伊藤あすかと対戦し、右フックで鼻から出血させドクターストップでTKO勝ちとなった。試合後、リング上でバク宙を披露し以降恒例となった。
2007年5月19日、初参戦となったスマックガールで真武和恵と対戦し、判定勝ちを収めた。
2007年9月6日、SMACKGIRL 2007でアシャ・ザ・バシャと対戦し、開始1分3秒腕ひしぎ十字固めで一本勝ち。この試合は61 kg契約であったが、バシャは2 kgオーバーの63 kgでイエローカード1枚が提示された状態で試合開始となった。
2008年12月7日、PANCRASE 2008 SHINING TOURでWINDY智美と対戦し、マウントパンチでTKO勝ち。
2010年2月11日、1年2か月ぶりの試合およびVALKYRIE初参戦となったVALKYRIE 04で佐藤瑞穂と対戦し、チキンウィングアームロックで一本勝ち。
2010年6月19日、VALKYRIE 06で藪下めぐみと対戦し、3-0の判定勝ち。
2010年9月26日、VALKYRIE 07の女子無差別級初代チャンピオン決定トーナメント準決勝で超弁慶と対戦し、腕ひしぎ十字固めで一本勝ち。
2010年11月28日、VALKYRIE 08の女子無差別級初代チャンピオン決定トーナメント決勝で佐藤瑞穂と対戦し、1R終了時に佐藤が左目の眼窩底骨折の疑いでドクターストップによるTKO勝ちを収め王座獲得に成功した。
2010年12月30日、有明コロシアムで行われた戦極 Soul of FightのVALKYRIE提供試合でHARIと対戦しV1アームロックで一本勝ち、デビューからの連勝を10に伸ばし、翌日の東京中日スポーツの一面を飾った。
2012年12月1日、PANCRASE 2011 IMPRESSIVE TOURにて以前引き分けているダニエル・ウェストとバンタム級クィーン・オブ・パンクラシスト決定戦で再戦し、判定勝ちを収め王座の獲得に成功した。
2013年9月29日、PANCRASE 252にてタラ・ラローサと対戦し、2-0の判定勝利を収めた。
2014年5月11日、PANCRASE 258にてサラ・ダレリオと対戦し、判定勝利を収めた。

### UFC
当時のUFCには中井の適性階級である女子フライ級（-56.7 kg）が無かったため、約5kg重い1階級上のバンタム級（-61.2 kg）での参戦となった。
2014年9月20日、UFC初出場となったUFC Fight Night: Hunt vs. Nelsonで女子バンタム級ランキング2位のミーシャ・テイトと対戦。階級の違いから来る大きな体格差もあり、0-3の判定負け。キャリア18戦目で初黒星を喫した。
2016年3月19日、UFC Fight Night: Hunt vs. Mirにてレスリー・スミスと対戦し、0-3の判定負け。
2016年7月24日、PANCRASE 279にてライカと対戦し、グラウンドの肘打ちでTKO勝ちを収めた。

### RIZIN
2016年12月29日、RIZIN初出場となったRIZIN FIGHTING WORLD GRAND-PRIX 2016 無差別級トーナメント 2nd ROUNDにて村田夏南子と対戦し、リアネイキッドチョークで一本勝ちを収めた。
2018年7月29日、RIZIN.11で杉山しずかと対戦予定だったが、中井が熱中症で急性腎炎となったことで大会前日に急遽試合が中止となった。

### DEEP
2018年2月24日、DEEP 82 IMPACTにて1年2カ月ぶりの復帰を果たしキム・ヨンギと対戦、マウントポジションを奪っての肘打ち連打でTKO勝ちを収めた。
2019年10月22日、DEEP JEWELS 26にてダイヤモンドローズ・ザ・ロケットと対戦、腕ひしぎ十字固めで一本勝ちを収めた。
2022年3月12日、DEEP JEWELS 36で行われたDEEP JEWELS フライ級グランプリ1回戦にて藤田翔子と対戦し、マウントポジションを奪ってのパウンドでTKO勝ち。
2022年5月8日、DEEP JEWELS 37で行われたDEEP JEWELS フライ級グランプリ準決勝にてTe-aと対戦し、2R一本勝ちを収め決勝進出を決めると、同日に行われた決勝戦では杉山しずかに1R一本で勝利し、グランプリ優勝を果たすとともに初代DEEP JEWELSフライ級王者となった。
2024年5月26日、DEEP JEWELS 45の女子フライ級タイトルマッチでHIMEと対戦し、3Rにギロチンチョークで一本勝ちを収めタイトルを防衛。当初は栗山葵と防衛戦を行う予定だったが、栗山が右膝前十時靭帯断裂で欠場したことで急遽HIMEとの対戦となった。

## 戦績

### 総合格闘技
| 総合格闘技 戦績 | 総合格闘技 戦績 | 総合格闘技 戦績 | 総合格闘技 戦績 | 総合格闘技 戦績 | 総合格闘技 戦績 | 総合格闘技 戦績 |
| --------------- | --------------- | --------------- | --------------- | --------------- | --------------- | --------------- |
| 32 試合         | (T)KO           | 一本            | 判定            | その他          | 引き分け        | 無効試合        |
| 28 勝           | 10              | 12              | 6               | 0               | 1               | 0               |
| 2 敗            | 0               | 0               | 2               | 0               | 1               | 0               |

| 勝敗 | 対戦相手                         | 試合結果                                                 | 大会名                                                                                             | 開催年月日     |
| ○    | 鈴木"BOSS"遥                     | 1R 3:32 TKO（左フック→パウンド）                         | DEEP JEWELS 47                                                                                     | 2024年11月23日 |
| ○    | HIME                             | 3R 1:33 ギロチンチョーク                                 | DEEP JEWELS 45                                                                                     | 2024年5月26日  |
| ○    | 栗山葵                           | 2R 4:31 リアネイキッドチョーク                           | DEEP JEWELS 40                                                                                     | 2023年2月18日  |
| ○    | 杉山しずか                       | 1R 4:53 腕ひしぎ十字固め                                 | DEEP JEWELS 37 【DEEP JEWELSフライ級グランプリ 決勝】                                              | 2022年5月8日   |
| ○    | Te-a                             | 2R 4:43 腕ひしぎ十字固め                                 | DEEP JEWELS 37 【DEEP JEWELSフライ級グランプリ 準決勝】                                            | 2022年5月8日   |
| ○    | 藤田翔子                         | 2R 4:38 TKO（パウンド）                                  | DEEP JEWELS 36 【DEEP JEWELSフライ級グランプリ 1回戦】                                             | 2022年3月12日  |
| ○    | ダイヤモンドローズ・ザ・ロケット | 1R 3:20 腕ひしぎ十字固め                                 | DEEP JEWELS 26                                                                                     | 2019年10月22日 |
| ○    | ゲオチャイ                       | 2R 1:56 TKO（パウンド）                                  | DEEP JEWELS 24                                                                                     | 2019年6月9日   |
| ○    | キム・ヨンギ                     | 1R 4:37 TKO（マウントパンチ）                            | DEEP 82 IMPACT                                                                                     | 2018年2月24日  |
| ○    | 村田夏南子                       | 3R 1:16 リアネイキッドチョーク                           | RIZIN.3                                                                                            | 2016年12月29日 |
| ○    | シャーリーン・ワット             | 2R 3:43 TKO（マウントパンチ）                            | PANCRASE 282                                                                                       | 2016年11月13日 |
| ○    | ライカ                           | 3R 2:43 TKO（グラウンドの肘打ち）                        | PANCRASE 279                                                                                       | 2016年7月24日  |
| ×    | レスリー・スミス                 | 5分3R終了 判定0-3                                        | UFC Fight Night: Hunt vs. Mir                                                                      | 2016年3月19日  |
| ×    | ミーシャ・テイト                 | 5分3R終了 判定0-3                                        | UFC Fight Night: Hunt vs. Nelson                                                                   | 2014年9月20日  |
| ○    | サラ・ダレリオ                   | 5分3R終了 判定3-0                                        | PANCRASE 258                                                                                       | 2014年5月11日  |
| ○    | タラ・ラローサ                   | 5分3R終了 判定2-0                                        | PANCRASE 252                                                                                       | 2013年9月29日  |
| ○    | ブレンダ・ゴンザレス             | 1R 4:47 チョークスリーパー                               | PANCRASE 247                                                                                       | 2013年5月19日  |
| ○    | ダニエル・ウェスト               | 5分3R終了 判定3-0                                        | PANCRASE 2012 PROGRESS TOUR 【バンタム級クィーン・オブ・パンクラシスト決定戦】                     | 2012年12月1日  |
| ○    | 超弁慶                           | 2R 3:45 TKO（パウンド）                                  | PANCRASE 2012 PROGRESS TOUR 【バンタム級クィーン・オブ・パンクラシスト決定トーナメント Aブロック】 | 2012年9月1日   |
| ○    | 木村響子                         | 1R 4:32 腕ひしぎ十字固め                                 | PANCRASE 2012 PROGRESS TOUR                                                                        | 2012年5月20日  |
| △    | ダニエル・ウェスト               | 5分3R終了 判定1-1                                        | PANCRASE 2011 IMPRESSIVE TOUR                                                                      | 2011年9月4日   |
| ○    | HARI                             | 1R 2:09 V1アームロック                                   | 戦極 Soul of Fight                                                                                 | 2010年12月30日 |
| ○    | 佐藤瑞穂                         | 1R終了時 TKO（ドクターストップ：左目の眼窩底骨折の疑い） | VALKYRIE 08 【女子無差別級初代チャンピオン決定トーナメント 決勝】                                  | 2010年11月28日 |
| ○    | 超弁慶                           | 1R 2:40 腕ひしぎ十字固め                                 | VALKYRIE 07 【女子無差別級初代チャンピオン決定トーナメント 準決勝】                                | 2010年9月26日  |
| ○    | 藪下めぐみ                       | 3分3R終了 判定3-0                                        | VALKYRIE 06                                                                                        | 2010年6月19日  |
| ○    | 佐藤瑞穂                         | 3R 1:50 チキンウィングアームロック                       | VALKYRIE 04                                                                                        | 2010年2月11日  |
| ○    | WINDY智美                        | 1R 1:33 TKO（マウントパンチ）                            | PANCRASE 2008 SHINING TOUR                                                                         | 2008年12月7日  |
| ○    | 竹下嘉奈子                       | 5分2R終了 判定2-1                                        | SMACKGIRL WORLD ReMix TOURNAMENT 2008 準決勝                                                       | 2008年4月25日  |
| ○    | アシャ・ザ・バシャ               | 1R 1:03 腕ひしぎ十字固め                                 | SMACKGIRL 2007 〜女王たちの一番熱い夏〜                                                            | 2007年9月6日   |
| ○    | 真武和恵                         | 5分2R終了 判定3-0                                        | SMACKGIRL 2007 〜最強はUSAだと女王は言った〜                                                       | 2007年5月19日  |
| ○    | 伊藤あすか                       | 1R 1:25 TKO（ドクターストップ）                          | PANCRASE 2006 BLOW TOUR                                                                            | 2006年10月1日  |

### ミックスルール
| 勝敗 | 対戦相手   | 試合結果                | 大会名  | 開催年月日     |
| ○    | 鈴木万李弥 | 2R 0:22 TKO（パウンド） | HEAT 49 | 2021年10月17日 |

## 獲得タイトル
- 初代VALKYRIE無差別級王座（2010年）
- 初代バンタム級クィーン・オブ・パンクラス王座（2012年）
- 初代DEEP JEWELSフライ級王座(2022年)